# Prix Boris Vian
De Prix Boris Vian is een Franse jazzprijs vernoemd naar Boris Vian. De prijs wordt sinds 1972 jaarlijks uitgereikt door de Académie du Jazz in Parijs voor het beste jazzalbum van een Franse musicus. De prijs wordt door de Académie tegenwoordig Prix du Disque Français genoemd.
Er is overigens nog een prijs met dezelfde naam,voor amateurmusici, uitgereikt tijdens het Festival Jazz à Vian in Ville-d’Avray.

## Prijswinnaars
- 1972 Eddy Louiss „Our kind of Sabi“
- 1973 Eddy Louiss, Ivan Jullien „Porgy and Bess“
- 1974 Michel Portal „Michel Portal Unit à Chateauvallon“
- 1975 Perception „Mestari“
- 1976 Michel Sardaby „Gail“
- 1977 François Jeanneau „Techniques Douces“
- 1978 Jef Gilson „Europamerica“
- 1979 Patrice Caratini, Marc Fosset „Boîte à musique“
- 1980 Didier Levallet „Swing String System“
- 1981 Stéphane Grappelli, Martial Solal „Stephane Grappelli/Martial Solal“
- 1982 Steckar Tubapack „Steckar Tubapack“
- 1983 Jean-Pierre Debardat, Patrice Caratini „De Luxe Endeka“
- 1984 Olivier Hutman „Six Songs“
- 1985 Michel Petrucciani „100 Hearts“
- 1986 Jean-Loup Longnon Bigband „Torride“
- 1987 Eddy Louiss „Sang mêlé“
- 1988 Patrice Caratini Onztet „Viens dimanche“
- 1989 Barret/Aldo Romano/Henri Texier „Barret/Romano/Texier“
- 1990 Christian Escoudé „Octet“
- 1991 Manuel Rocheman  „Trio urbain“
- 1992 Arnaud Mattei Nonet „Kamala“
- 1993 Gérard Badini Super Swing Machine „Meets Claude Debussy“, Henri Texier Azur Quartet „An Indian´s week“
- 1994 Martial Solal „Martial Solal improvise pour France Musique“
- 1995 Jacky Terrasson „Jacky Terrasson“
- 1996 Orchestre National de Jazz o.l.v. Laurent Cugny „Reminiscing“
- 1997 Michel Portal, Richard Galliano „Blow up“
- 1998 Henri Texier Azur Quintet „Mosaic Man“
- 1999 Alain Jean-Marie „Afterblue“
- 2000 Michel Graillier, Riccardo Del Fra „Softtalk“
- 2001 BFG (Emmanuel Bex, Glenn Ferris, Simon Goubert) „Here and Now“
- 2002 Stephan Oliva, François Raulin „Sept Variations sur Lennie Tristano“
- 2003 Lionel Belmondo, Stéphane Belmondo „Hymne au soleil“
- 2004 Patrick Artero „2 Bix but not too Bix“
- 2005 Laurent Coq „Spinin“
- 2006 Pierrick Pedron „Deep in a dream“
- 2007 Andy Emler Megaoctet 'West in Peace'
- 2008 Hervé Selin 'Marciac-New York express'
- 2009 Stéphane Guillaume 'Windmills Chronicles'
- 2010 Géraldine Laurent 'Around Gigi'
- 2011 Michel El Malem 'Reflets'
- 2012 Pierrick Pedron 'Kubic's Monk'
- 2013 Amazing Keystone Big Band 'Pierre Et Le Loup'
- 2014 Stéphane Kerecki 'Nouvelle Vague'
- 2015 Géraldine Laurent 'At Work'
- 2016 Laurent Courthaliac 'All My Life'
- 2017 Laurent De Wilde 'New Monk Trio'